# Adisak Kraisorn
Adisak Kraisorn (thailändisch อดิศักดิ์ ไกรษร, * 1. Februar 1991 in Buriram), auch als Golf (thailändisch กอล์ฟ) bekannt, ist ein thailändischer Fußballspieler.

## Karriere

### Verein
Adisak Kraisorn erlernte das Fußballspielen in der Schulmannschaft der Suphanburi Sports School, des Bangkok Christian College sowie der Jugendmannschaft von Muangthong United, wo er 2009 auch seinen ersten Profivertrag unterschrieb. 2010 wurde er an den Zweitligisten  Phuket FC ausgeliehen. 2011 unterschrieb er einen Vertrag bei Buriram United. Hier spielte er vier Jahre und schoss in 42 Spielen sechs Tore. 2015 wechselte er nach Bangkok und schloss sich dem Ligakonkurrenten BEC Tero-Sasana FC an. Nach nur einem Jahr ging er wieder zu seinem Jugendclub Muangthong United. Die Saison 2020/21 wurde er an den Erstligisten Port FC aus Bangkok ausgeliehen. Mit dem Club stand er im Februar 2020 im Finale des Thailand Champions Cup, das Port mit 0:2 gegen den Meister Chiangrai United verlor. Nach 29 Erstligaspielen und elf geschossenen Toren kehrte er Ende Mai 2021 zu Muangthong zurück. In der Hinrunde 2021/22 absolvierte er zwölf Erstligaspiele für Muangthong. Zur Rückrunde wechselte er wieder auf Leihbasis zum Port FC. Für Port bestritt er bis zum Saisonende 16 Erstligaspiele und kehrte im Mai 2002 zurück. Am 22. Dezember 2022 gab dann der malaysische Vizemeister Terengganu FC die Verpflichtung Kraisons bekannt. Für Terengganu bestritt er 19 Erstligaspiele. Ende Dezember 2023 kehrte er nach Thailand zurück. Anfang 2024 wurde er vom Erstligisten Bangkok United unter Vertrag genommen. Am Ende der Saison 2023/24 feierte er mit dem Verein die Vizemeisterschaft. Am 15. Juni 2024 gewann er mit Bangkok United den FA Cup. Das Endspiel gegen den Zweitligisten Dragon Pathumwan Kanchanaburi FC gewann man im Elfmeterschießen. Nach elf Ligaspielen wurde sein Vertrag im Sommer 2024 nicht verlängert. Mitte Juli 2024 nahm ihn der Zweitligist Kasetsart FC unter Vertrag. Für den Hauptstadtverein bestritt er in der Hinrunde 16 Ligaspiele. Hierbei erzielte er elf Treffer. Ende Dezember 2024 wechselte er zum ebenfalls in der zweiten Liga spielenden Chonburi FC. Am Ende der Saison 2024/25 feierte er mit Chonburi die Zweitligameisterschaft sowie den Aufstieg in die erste Liga.

### Nationalmannschaft
Von 2009 bis 2014 spielte Adisak Kraisorn insgesamt 24 Mal für diverse thailändische Jugendnationalmannschaften und schoss 16 Tore. Seit 2013 ist er auch fester Bestandteil der thailändischen Nationalmannschaft. Sein Debüt bei der A-Nationalmannschaft gab er am 15. Juni 2013 in einem Freundschaftsspiel gegen China. Bis heute lief er 49 Mal für Thailand auf, erzielte dabei 19 Treffer und gewann 2014 sowie 2021 die Südostasienmeisterschaft.

## Erfolge

### Verein
Buriram United
- Thailändischer Meister: 2011, 2013, 2014
- Thailändischer Pokalsieger: 2011, 2012, 2013
- Thailändischer Ligapokalsieger: 2011, 2012, 2013
- Kor-Royal-Cup-Sieger: 2013, 2014

Muangthong United
- Thailändischer Meister: 2016
- Thailändischer Ligapokalsieger: 2016, 2017
- Thailändischer Supercup-Sieger: 2017
- Mekong Club Championship: 2017

Bangkok United
- Thailändischer Vizemeister: 2023/24
- Thailändischer Pokalsieger: 2023/24

Chonburi FC
- Thailändischer Zweitligameister: 2024/25  ▲

### Nationalmannschaft
Thailand U-23
- Sea Games: 2013

Thailand U-19
- AFF U-19 Youth Championship: 2009

Thailand
- Südostasienmeisterschaft: 2014,  2021
- King’s Cup: 2016, 2017

## Auszeichnungen

### Nationalmannschaft
Thailand
- Torschützenkönig der Südostasienmeisterschaft: 2018 (8 Tore)